# Reocín
Reocín – gmina w Hiszpanii, w prowincji Kantabria, w Kantabrii, o powierzchni 32,09 km². W 2011 roku gmina liczyła 8318 mieszkańców.